# Anton Praetorius
Anton Praetorius (n. 1560, Lippstadt, zona de ocupație americană în Germania⁠(d), Germania – d. 6 decembrie 1613, Laudenbach, Baden-Württemberg, Germania) a fost un pastor calvinist german, care s-a opus torturii și vânătorii de vrăjitoare inițiate de Calvin, publicând în 1602 Gründlicher Bericht von Zauberei und Zauberern ("Studiu aprofundat asupra vrăjitoriei și vrăjitorilor"). La naștere, numele său de familie era Schulze.  În cadrul activității sale bisericești, Anton Praetorius a fost martor la maltratările a patru femei acuzate de vrăjitorie și a activat pentru anularea acestor torturi.

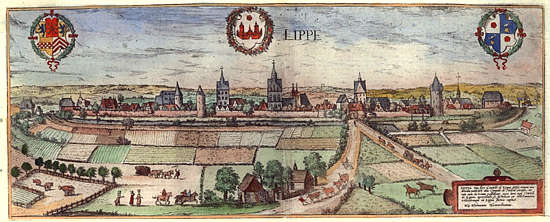
Lippstadt

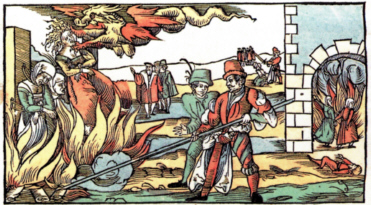
hekse bränns

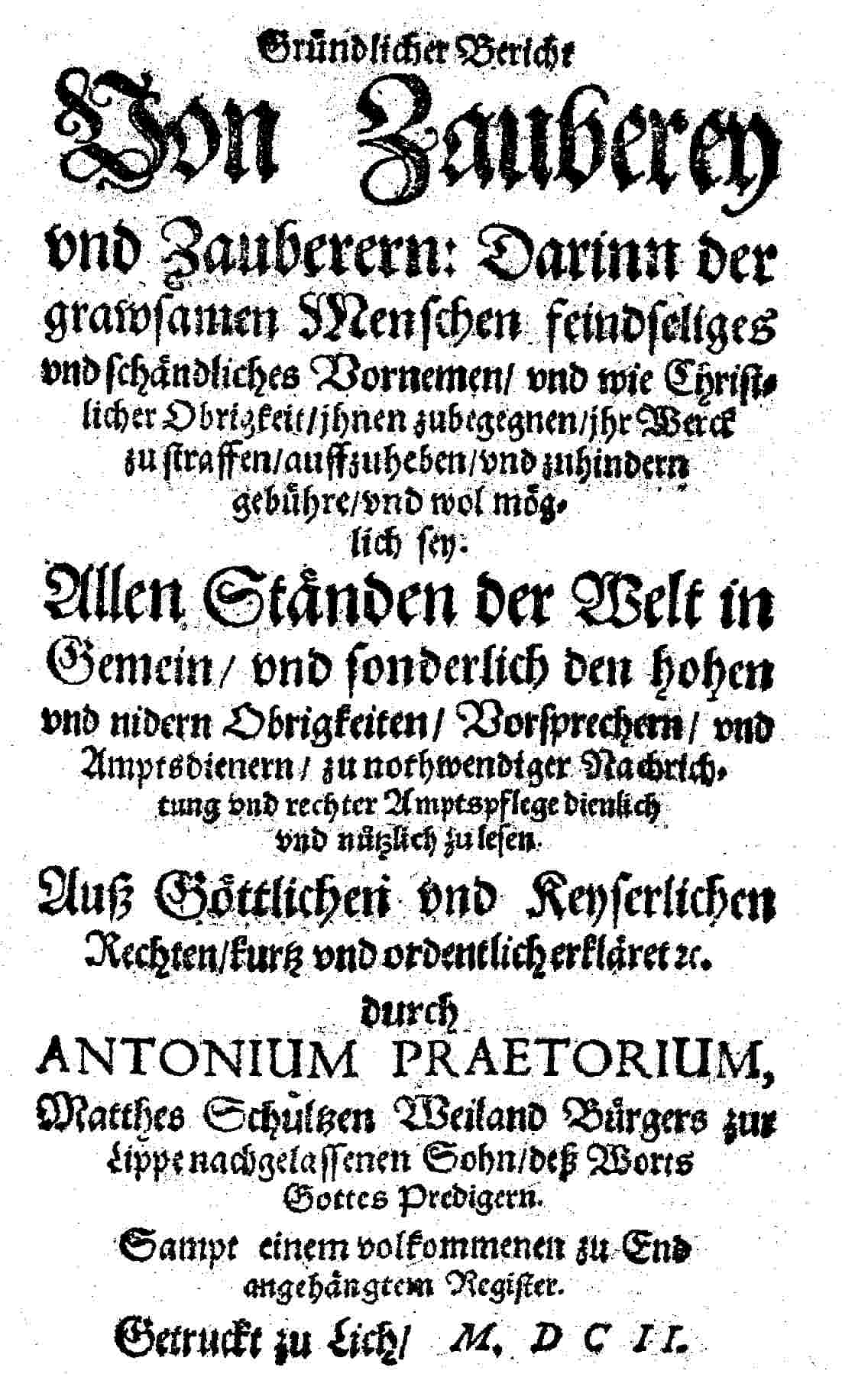
Praetorius, opozant al vânătorii de vrăjitoare (1602)

## Publicații
- Vas Heidelbergense, Heidelberg, 1595
- De pii magistratus officio 1596
- Gründlicher Bericht von Zauberey und Zauberern/ darinn dieser grausamen Menschen feindtseliges und schändliches Vornemen/ und wie Christlicher Obrigkeit ihnen Zubegegnen/ ihr Werck zuhindern/ auffzuheben und zu Straffen / gebüre und wol möglich sey … kurtz und ordentlich erkläret. Durch Joannem Scultetum Westphalo-camensem. 1598 (Johannes Scultetus Pseudonym für Anton Praetorius)
- Gründlicher Bericht von Zauberey und Zauberern: kurtz und ordentlich erkläret durch Antonium Praetorium, Lich 1602
- De Sacrosanctis Sacramentis novi foederis Jesu Christi, Lich 1602